# Mia Kilburgová-Manganellová
Mia Kilburgová-Manganellová (* 27. října 1989), rozená Manganellová, je americká rychlobruslařka a bývalá cyklistka.
V roce 2006 se poprvé představila na Mistrovství světa juniorů, od roku 2007 závodila ve Světovém poháru. V roce 2010 se začala věnovat výhradně cyklistice a jezdila za americkou stáj Visit Dallas DNA Pro Cycling. K rychlobruslení se vrátila o pět let později a od roku 2016 začala opět startovat ve Světovém poháru. Na Zimních olympijských hrách 2018 se v závodě na 1500 m umístila na 22. místě, ve stíhacím závodě družstev získala bronzovou medaili a v závodě s hromadným startem skončila na 15. místě. Na premiérovém Mistrovství čtyř kontinentů 2020 vyhrála distanci 3000 m, závod s hromadným startem a stíhací závod družstev, na trati 1000 m si navíc dobruslila pro bronz. Startovala na ZOH 2022 (1500 m – 20. místo, 3000 m – 19. místo, hromadný start – 4. místo).
V roce 2018 se provdala za neurochirurga Craiga Kilburga.